# 不变资本
不变资本（德語：Konstantes Kapital，c）是由卡尔·马克思提出并用于马克思主义政治经济学的一个概念。它是指用于生产的资本投资形式之一，与可变资本 （英語：variable capital， v ）相对。不变与可变的区别是指生产要素在经济作用方面，是否创造了新价值。
不变资本包括（1）固定资产，即厂房、机器、土地和建筑物的货币支出；（2）原材料和辅助运营支出（包括购买的外部服务）；以及（3）某些意外的运营开支。相反，可变资本是指劳动力成本的资本支出，因为它们代表工人的收入，即工资的总和。
不变资本与可变资本的概念不同于固定资本与流动资本的概念（不仅被马克思，也被大卫·李嘉图和其他古典经济学家使用）。后两种对应于经济学上非常普遍的固定投入（和成本）和可变投入（和成本）之间的区分。它从使用者（资本家）的角度区分输入，即使用者在使用它们时的灵活度。不变资本是指非人力投入生产，而可变资本是指人力投入（雇用劳动力进行劳动）。

## 延伸阅读
- Karl Marx, Constant Capital and Variable Capital（页面存档备份，存于）, in Capital Vol. 1, Chapter 8
- Karl Marx, Fixed Capital and Circulating Capital （页面存档备份，存于）, in Capital Vol. 2, Chapter 8